# Estoher
Estoher – miejscowość i gmina we Francji, w regionie Oksytania, w departamencie Pireneje Wschodnie.
Według danych na rok 1990 gminę zamieszkiwały 124 osoby, a gęstość zaludnienia wynosiła 5 osób/km² (wśród 1545 gmin Langwedocji-Roussillon Estoher plasuje się na 778. miejscu pod względem liczby ludności, natomiast pod względem powierzchni na miejscu 281.).